# Explosion d'un camion-citerne à Cap-Haïtien
L'explosion d'un camion-citerne à Cap-Haïtien est survenue le 14 décembre 2021 lorsqu'un camion-citerne a explosé dans le quartier de Samari, à Cap-Haïtien, en Haïti, tuant au moins 90 personnes et en blessant plus de 100 autres. Trois jours de deuil national s'ensuivent.

## Contexte
Haïti fait face à une pénurie de carburant en raison de la prise de contrôle de la distribution par des bandes criminelles. De nombreux gangs ont détourné des camions-citernes, enlevé leurs chauffeurs et bloqué les ports de distribution de carburant. La pénurie de carburant a provoqué la fermeture d'hôpitaux, d'écoles et d'entreprises, qui comptaient sur des générateurs à essence en raison du manque de fiabilité du réseau électrique haïtien,. Les camions-citernes reprennent les livraisons seulement un mois avant l'incident lorsque le chef du gang G9, Jimmy Chérizier, autorise les camions à passer à Port-au-Prince.

## Explosion
Le 14 décembre 2021, un camion-citerne transportant 9 000 gallons (environ 34 000 litres) de carburant se renverse en essayant d'éviter une moto. Sa cargaison commence alors à se répandre. Des personnes s'approche du véhicule accidenté pour récupérer du carburant au moment de la déflagration. 
L'explosion met également le feu à 50 maisons, endommage des entreprises et des véhicules. Les pompiers sont dépêchés sur place, mais ont dû demander l'aide des services d'incendie de l'aéroport en raison de pénuries d'eau.
Après l'explosion, plusieurs victimes sont blessées en raison de la bousculade qui suivit.

## Conséquences
L'explosion tue au moins 90 personnes et en blesse plus de 100 autres,. Les victimes sont envoyées dans des hôpitaux petits et moins équipés, le plus grand hôpital de la ville ayant fermé ses portes en novembre en raison d'une attaque de bandits. Ces hôpitaux sont débordés et incapables de prendre en charge les victimes, faute de fournitures de base. Des hôpitaux de campagne sont également installés dans la ville. L'UNICEF envoie du matériel médical dans la ville pour les personnes brûlées.
Des suites de l'accident, le Premier ministre Ariel Henry annonce trois jours de deuil dans le pays.